# Wołyńskie
Wołyńskie [vɔˈwɨɲskʲɛ] est un village polonais de la gmina d'Iłów dans le powiat de Sochaczew et dans la voïvodie de Mazovie.